# Acrolophus bipectinicornus
Acrolophus bipectinicornus är en fjärilsart som beskrevs av Hasbrouck 1964. Acrolophus bipectinicornus ingår i släktet Acrolophus och familjen Acrolophidae. Inga underarter finns listade i Catalogue of Life.